# Għonnella
De għonnella (uitspraak: [oˤːnˈnɛl.lə]; meervoud għenienel [eˤːˈnɛːnəl]), soms ook faldetta, was een traditioneel Maltees hoofddeksel en soort van sjaal, of een mantel met capuchon, dat gedragen werd door vrouwen. Het hoofddeksel werd vooral op de eilanden Malta en Gozo gebruikt. Het kon zowel dienen als bescherming tegen de zon, als tegen kou door de stand van het geharde deel aan te passen.

## Geschiedenis
Waar de għonnella vandaan komt is niet bekend. Vermoed wordt dat de basis van het kledingstuk vanuit het Midden-Oosten naar Malta is gekomen. Legendes vertellen wel dat het kledingstuk uit de Italiaanse regio Abruzzi zou komen. De għonnella zou dan via Sicilië zijn overgekomen met vrouwen waarvan de mannen bij een bloedbad op bevel van Rooms keizer Frederik II zijn omgebracht. Een andere legende heeft het ook over Sicilië, maar dan als directe herkomst.
Twee andere mogelijke herkomsten stammen uit periodes dat Malta werd geregeerd door andere landen. Te weten door de Arabieren van 869 tot 1127, dan zou het een aangepaste sluier zijn. Het zou echter ook een aangepast mantilla uit de Spaanse periode (1283-1530) kunnen zijn.
Zeker is dat in oude geschriften van de ridders van de Orde van Malta al over de għonnella gesproken wordt. Ook in reisboeken uit de 18e eeuw werd de għonnella besproken. Het gebruik van għenienel viel na de Tweede Wereldoorlog in aantal sterk terug. Al in de jaren 1970 werd de għonnella nog nauwelijks gedragen. Oudere dames en leden van de Societas Doctrinæ Christianæ gebruikten het hoofddeksel nog wel.

### Lokale varianten
In een aantal plaatsen werden lokale varianten en dito namen gebruikt. In Żabbar en Żejtun waren de faldetta blauw gekleurd en hadden ze respectievelijk witte stippen of witte bloemmotieven. In beide plaatsen werden ze ċulqana genoemd. De dames in Għargħur droegen een stamina.

## Dracht
De għonnella diende er voor te zorgen dat alleen het gezicht van de vrouw zichtbaar was, want het was oneervol voor vrouwen van aanzien om bijvoorbeeld de enkels en handen te laten zien. De għonnella heeft dan ook wel enige overeenkomsten met de Turkse çarşaf. De meeste għenienel waren donker van kleur, zoals zwart of donkerblauw, maar vanaf de 16e eeuw kwamen er ook wel eens lichtere kleuren voor. Vooral vrouwen van adel en rijke families konden zich lichte en felgekleurde għenienel veroorloven. Sinds 1991 wordt de faldetta helemaal niet meer gedragen in het dagelijks leven. De laatste draagster stierf dat jaar in Victoria op het eiland Gozo. De għonnella wordt nog wel gedragen tijdens re-enactments en op toeristische markten.
De faldetta werd gedragen op het hoofd en omsloot deze ook gedeeltelijk middels een brede kap. Tijdens het lopen werd de kap doorgaans met een of beide handen vastgehouden. De kap loopt gedeeltelijk rond. Deze ronding werd verkregen middels een dunne plank, stok of balein. Gedurende de hete zomers verzorgde de kap verkoeling door de wind te vangen en in de winter kon het juist gebruikt worden om warmte vast te houden, door de kap wat te verschuiven.